# Blasillo 1ra. Sección
Blasillo 1ra. Sección är en ort i Mexiko.   Den ligger i kommunen Huimanguillo och delstaten Tabasco, i den sydöstra delen av landet, 600 km öster om huvudstaden Mexico City. Blasillo 1ra. Sección ligger 7 meter över havet och antalet invånare är 2 067.
Terrängen runt Blasillo 1ra. Sección är mycket platt. Runt Blasillo 1ra. Sección är det ganska tätbefolkat, med 67 invånare per kvadratkilometer. Närmaste större samhälle är Villa la Venta, 13,6 km väster om Blasillo 1ra. Sección. Trakten runt Blasillo 1ra. Sección består till största delen av jordbruksmark.